# Обріггайм (Рейнланд-Пфальц)
Обріггайм (нім. Obrigheim) — громада в Німеччині, розташована в землі Рейнланд-Пфальц. Входить до складу району Бад-Дюркгайм. Складова частина об'єднання громад Грюнштадт-Ланд.
Площа — 10,81 км2. Населення становить 2833 ос. (станом на 31 грудня 2020).

## Галерея

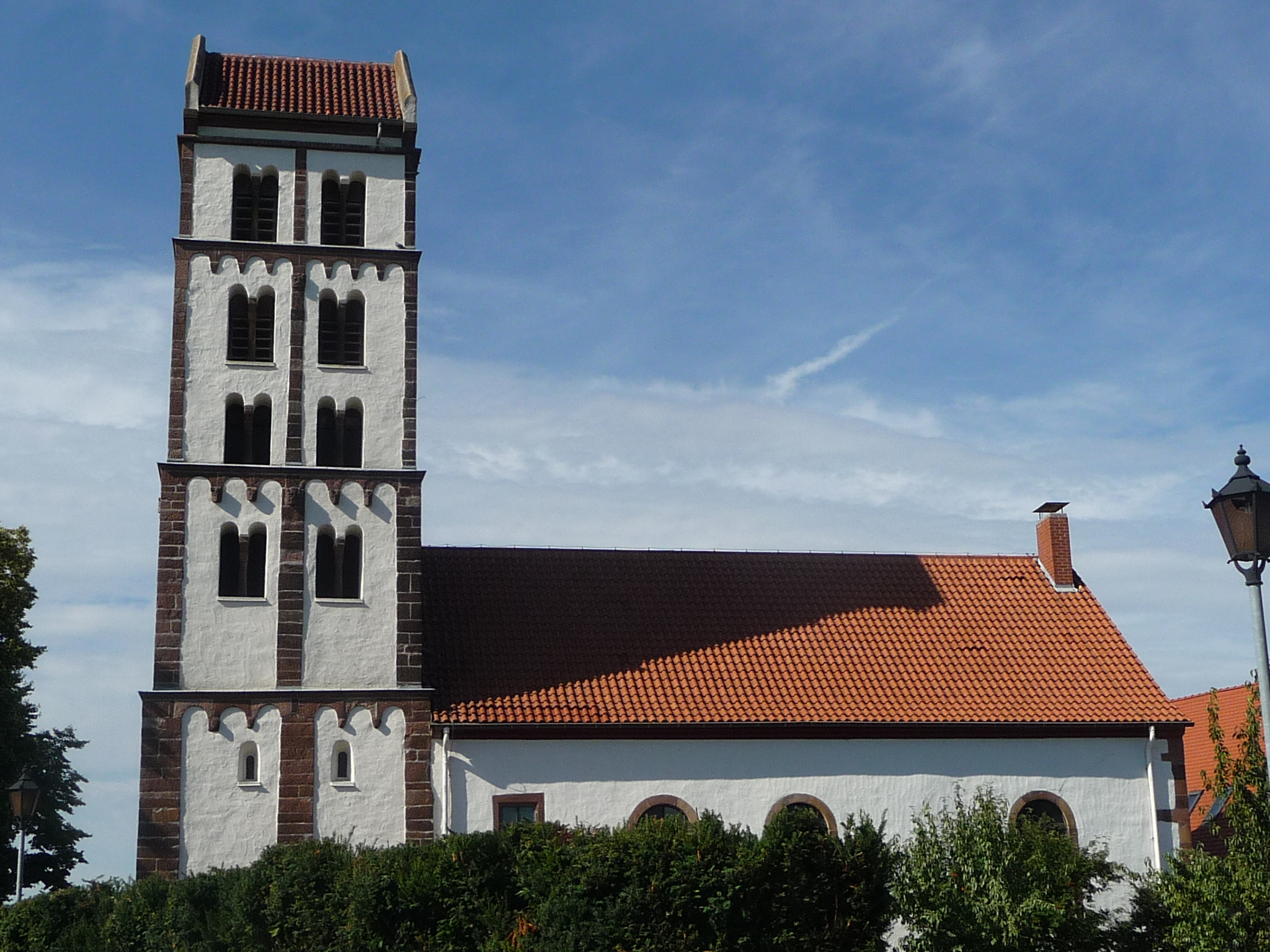
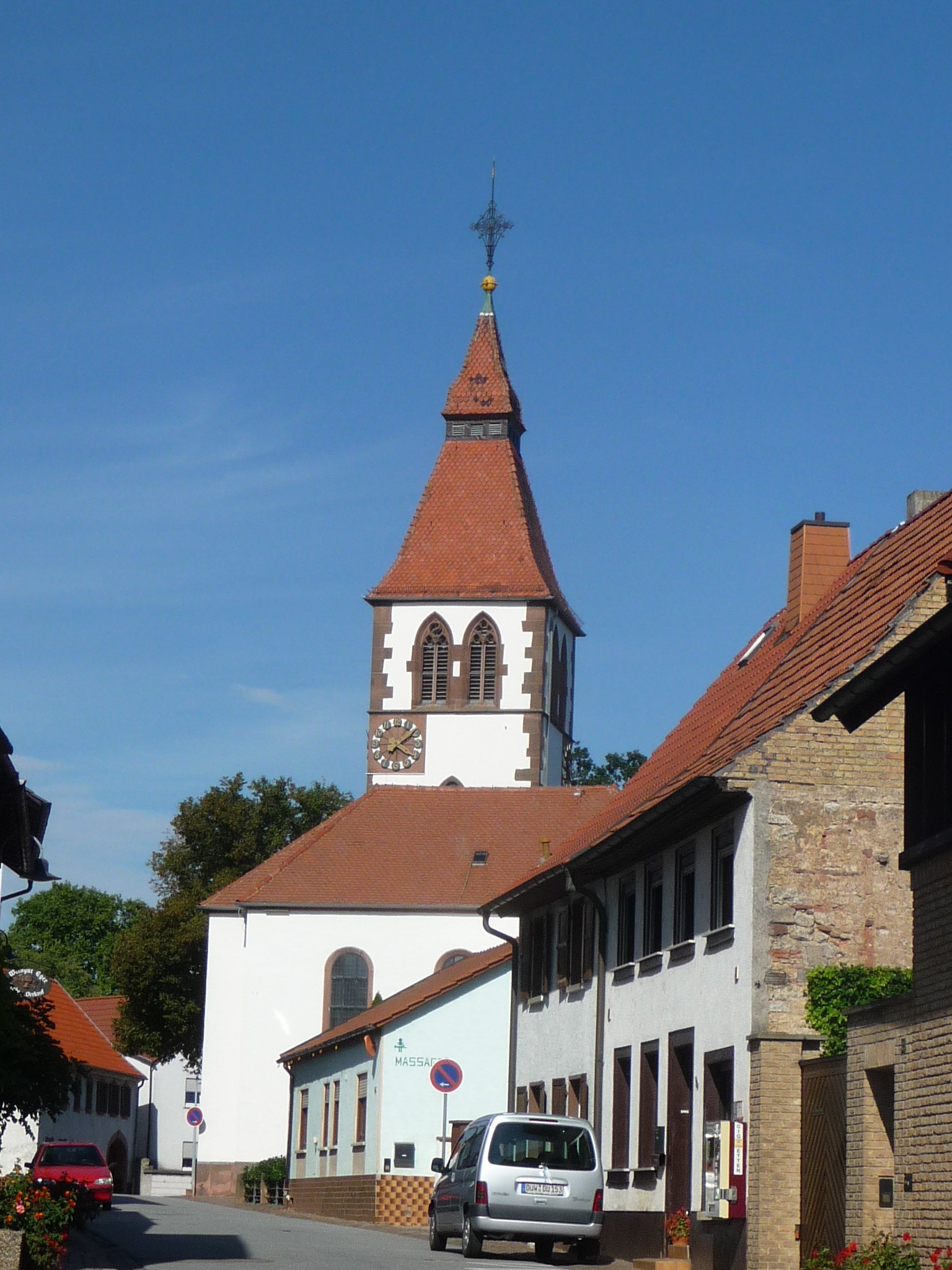
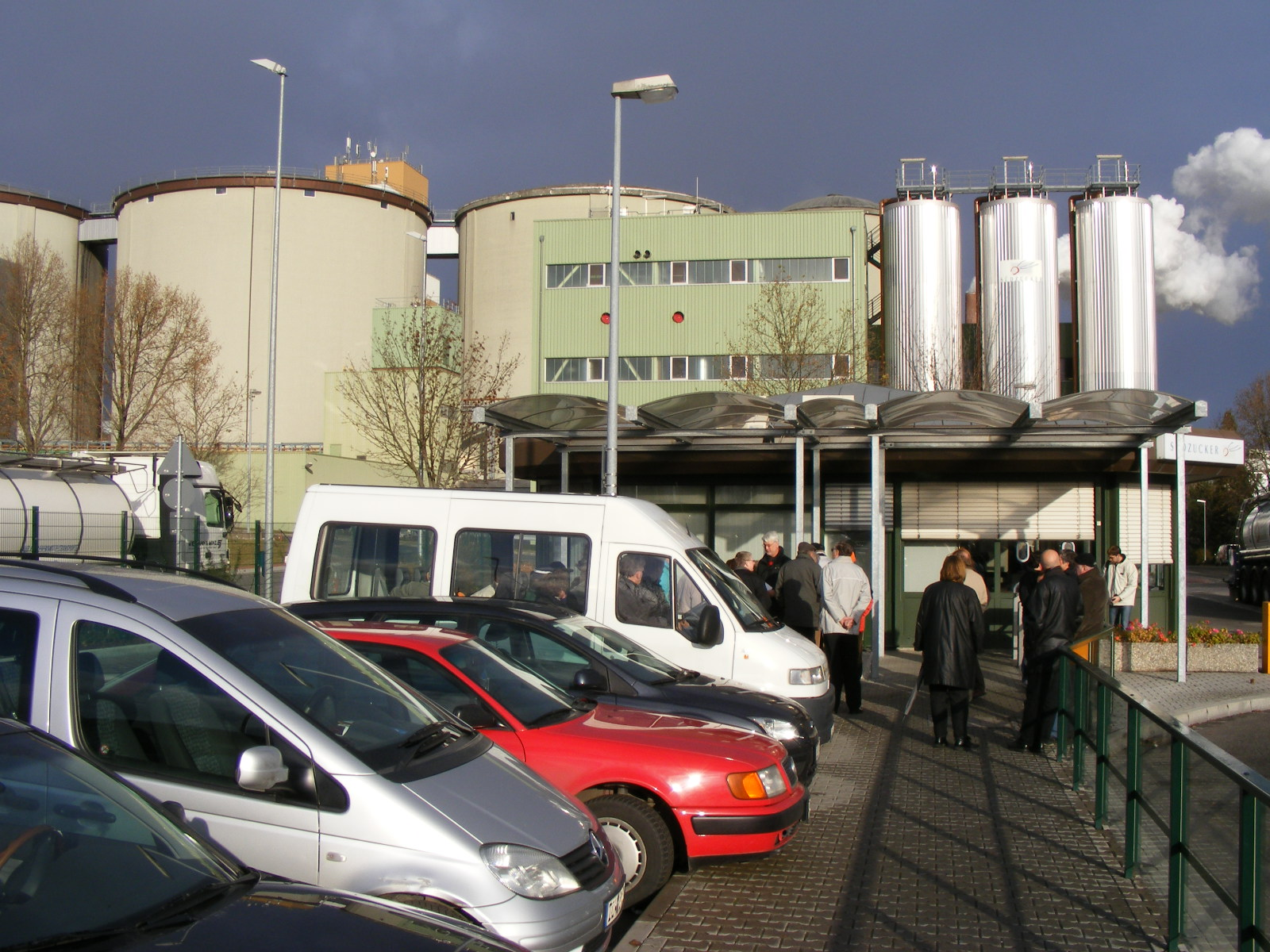